# Riagat de Treffiagat
Riagat est un saint breton, patron de la commune de Treffiagat-Léchiagat. L'église paroissiale de Treffiagat s'appelle Saint-Riagat : on y voit une statue moderne du saint en évêque. Sa fête est fixée le 21 juin, et un pardon en son honneur a lieu chaque année à Treffiagat le 30 juin.
Le toponyme « Treffiagat » vient de « Tref Riagat », nom attesté en 1351 : « la trève de Riagat ». Le nom du port de Léchiagat contient aussi le nom du saint, bien que la composition soit plus incertaine : *Les-Riagat ou *Les-to-Riagat (avec le mot breton les, « habitation enclose », « cour »). On notera aussi la plage de Pors Riagat, sur la commune voisine de Plobannalec-Lesconil, et le manoir de Lestrediagat en Treffiagat. En dehors du Pays Bigouden, on trouve un lieu-dit Larriegat (c'est-à-dire *Lan Riagat) à Lopérec.
Saint Riagat n'est connu qu'en Bretagne. Son nom apparaît sous la forme du vocatif latin, « Riacate », dans une litanie publiée par Jean Mabillon, extraite d'un manuscrit de l'abbaye Saint-Remi de Reims qu'il datait du VIIIe siècle.
Dans l'hagiographie traditionnelle, Riagat est présenté comme un abbé irlandais du Ve siècle qui se réfugia en Armorique avec ses moines. Mais Léon Fleuriot et d'autres spécialistes modernes identifient Riagat avec Riochatus, un religieux breton présent en Gaule dans la seconde moitié du Ve siècle et mentionné par Sidoine Apollinaire dans une de ses lettres.
Dans cette lettre, datée par divers spécialistes d'entre 471 et 476 (fin 471 selon André Loyen), Sidoine, s'adressant à son ami l'évêque d'origine bretonne Fauste de Riez, lui raconte qu'il a pu prendre connaissance de ses livres grâce au séjour que Riochatus a fait à Clermont : « J'ai lu tes volumes que Riochatus, prêtre et moine, et par là deux fois étranger à ce monde, rapporte pour toi à tes Bretons ». L'Historia Brittonum affirme que Fauste de Riez était un fils incestueux de Vortigern, et d'autre part, dans une généalogie des rois de Buellt descendants de Vortigern, mentionne sans doute un Riacat, fils de Pascent fils de Vortigern. Cependant, ce Riacat, qui serait donc un neveu de Fauste de Riez, paraît ici avoir eu une descendance royale, ce qui ne colle guère avec Riochatus « prêtre et moine ».
Étymologiquement, on explique en général le nom Riochatus par les éléments rigo-, « royal », et catu-, « combat ». Cependant, le premier élément pourrait être plutôt *riyo-, « libre » (gallois rhydd).   